# Крефезе
Крефезе (нем. Krevese) — община в Германии, в земле Саксония-Анхальт.
Входит в состав района Штендаль. Подчиняется управлению Остербург. Население составляет 531 человек (на 31 декабря 2006 года). Занимает площадь 22,15 км².